# Jelle Merckx
Jelle Merckx (Sint-Niklaas, 2 januari 1992) is een Belgisch voetballer die als doelman speelt voor KSC Lokeren-Temse.

## Carrière
Jelle Merckx speelde in de jeugd van Stekene Sportief, Sint-Niklase SK, KSK Beveren, Germinal Beerschot en RSC Anderlecht. In het seizoen 2010/11 was hij vierde keeper bij Germinal Beeschot, achter Tomislav Pačovski, Kristof Maes en Thomas Kaminski. Zodoende kwam hij niet in actie, en zat slechts één wedstrijd op de bank. Dit was op 20 november 2010, in de met 0-1 verloren thuiswedstrijd tegen RSC Anderlecht. In 2011 vertrok hij naar FC Eindhoven, waar hij derde keeper werd achter Ruud Swinkels en Brahim Zaari. Merckx debuteerde voor FC Eindhoven op 21 september 2011, in de met 3-1 gewonnen bekerwedstrijd tegen FC Emmen. Na het seizoen 2011/12 vertrok Merckx weer naar België, waar hij voor de amateurclubs Berchem Sport, Wolvertem SC, Sportkring Sint-Niklaas, KMSK Deinze en Londerzeel SK speelde.

### Statistieken
| Seizoen                    | Club                | Land           | Competitie     | Competitie | Competitie | Beker | Beker | Totaal | Totaal |
| Seizoen                    | Club                | Land           | Competitie     | Wed.       | Dlp.       | Wed.  | Dlp.  | Wed.   | Dlp.   |
| -------------------------- | ------------------- | -------------- | -------------- | ---------- | ---------- | ----- | ----- | ------ | ------ |
| 2010/11                    | Germinal Beerschot  | België         | Eerste klasse  | 0          | 0          | 0     | 0     | 0      | 0      |
| 2011/12                    | FC Eindhoven        | Nederland      | Eerste divisie | 0          | 0          | 1     | 0     | 1      | 0      |
| 2012/13                    | Berchem Sport       | België         | Derde klasse A | 14         | 0          | 0     | 0     | 14     | 0      |
| 2013/14                    | Berchem Sport       | België         | Derde klasse B | 6          | 0          | 0     | 0     | 6      | 0      |
| 2014/15                    | Berchem Sport       | België         | Derde klasse B | 29         | 0          | 0     | 0     | 29     | 0      |
| 2021/22                    | KSC Lokeren - Temse | België         | Tweede amateur |            |            |       |       |        |        |
| Carrièretotaal             | Carrièretotaal      | Carrièretotaal | Carrièretotaal | 49         | 0          | 1     | 0     | 50     | 0      |
| Bijgewerkt op 4 maart 2018 |                     |                |                |            |            |       |       |        |        |